# 芒福德 (阿拉巴马州)
芒福德（英文：Munford），是美国阿拉巴马州下属的一座城市。面积约为2.21平方英里（约合5.73平方公里）。根据2010年美国人口普查，该市有人口1,292人，人口密度为583.56/平方英里（约合225.48/平方公里）。